# Шушари (станція метро)
59°49′21″ пн. ш. 30°25′48.5″ сх. д. / 59.82250° пн. ш. 30.430139° сх. д.
Шушáри (рос. Шушары)  — південна кінцева станція  Фрунзенсько-Приморської лінії, Петербурзького метрополітену. Розташована за станцією «Дунайська». Поруч зі станцією також розташоване електродепо ТЧ-7 «Південне». Станція відкрита в складі дільниці «Міжнародна» — «Шушари» 3 жовтня 2019 року.

## Назва
Проектна назва станції — «Південна» (на честь Південної ТЕЦ), і, незважаючи на перейменування, станом на другу половину 2010 року ця назва активно використовувалася будівельниками і міською адміністрацією. 2 вересня 2010 року було проведено нараду уряду щодо розвитку метрополітену, яка проходила під керівництвом Валентини Матвієнко. На ньому було сказано, що передбачуваними термінами будівництва другої черги радіуса, у який увійде ця станція, були 2013—2017 роки. 16 липня 2013 року Комітет з розвитку транспортної інфраструктури оголосив, що станція метро «Шушари» відкриється впродовж 2017—2018 років в складі другої черги Фрунзенського радіусу  «Міжнародна» — «Шушари».
У січні 2014 року було запропоновано присвоїти станції назву «Ленінградська» або «Блокадна» на пам'ять про блокаду міста, що тривала впродовж 1941—1944 років, однак член топонімічної комісії Санкт-Петербурга Андрій Рижков висловив сумнів у необхідності увічнення блокади в назві нової станції. Згодом, станція названа на честь внутрішньоміського муніципальному утворенню «Шушари».

## Технічні характеристики
Наземна крита станція з двома береговими платформами.

## Колійний розвиток
Станція з колійним розвитком — 4 стрілочних переводи, перехресний з'їзд і 2 станційних колії для обороту і відстою рухомого складу, які переходять в двоколійну СЗГ з електродепо ТЧ-7 «Південне».

## Оздоблення
Оформлення інтер'єрів станції присвячено автомобільній тематиці, вітражі на тему «швидкість», «гонки». Це обумовлено тим, що поруч розташований автомобільний завод.

## Будівництво
23 січня 2014 року здійснено запуск тунелепрохідного комплексу для будівництва двоколійного тунелю від станції «Шушари» в бік станції  «Дунайська».
20 грудня 2014 року проходка тунелю завершена. У червні 2015 року завершена прокладка тунелю на всій ділянці  від станції «Міжнародна» до станції «Шушари». Протяжність ділянки становить 5,23 км, з яких 3,7 км — це двоколійний тунель, з зовнішнім діаметром 10,3 м. До теперішнього часу в жодному з російських метрополітенів, а також метрополітенів на пострадянському просторі, такі тунелі не будувалися. Тунелепрохідницький щит, після реконструкції, переведений на будівництво нових станцій  Невсько-Василеострівної лінії.
Церемонія відкриття станції в складі дільницікомплекса «Проспект Слави — Шушари» відбулася 5 вересня 2019 року, незважаючи на те, що для пасажирів станція була відкрита через необхідність продовження пусконалагоджувальних робіт на ділянці. 30 вересня 2019 року тестовий режим експлуатації ділянки була завершена, а 1 жовтня 2019 року «Ростехнагляд» видав висновок про відповідність збудованого об'єкта проектній документації. Відкриття станції «Шушари» відбулося 3 жовтня 2019 року о 17:00.

## Наземний транспорт
| Автобусні маршрути | Автобусні маршрути          | Автобусні маршрути | Автобусні маршрути       |
| №                  | Пересадки                   | Кінцевий пункт 1   | Кінцевий пункт 2         |
| ------------------ | --------------------------- | ------------------ | ------------------------ |
| 197                | «Зоряна» «Купчино» «Шушари» | Зоряна вулиця      | Зоряна вулиця            |
| 330                | «Шушари»                    | «Шушари»           | Колпіно, Оборонна вулиця |